# Malik Louahla
Malik Louahla, född 19 december 1977, är en algerisk friidrottare. Han deltog vid olympiska sommarspelen 2000 och olympiska sommarspelen 2004.